# Makarios von Korinth

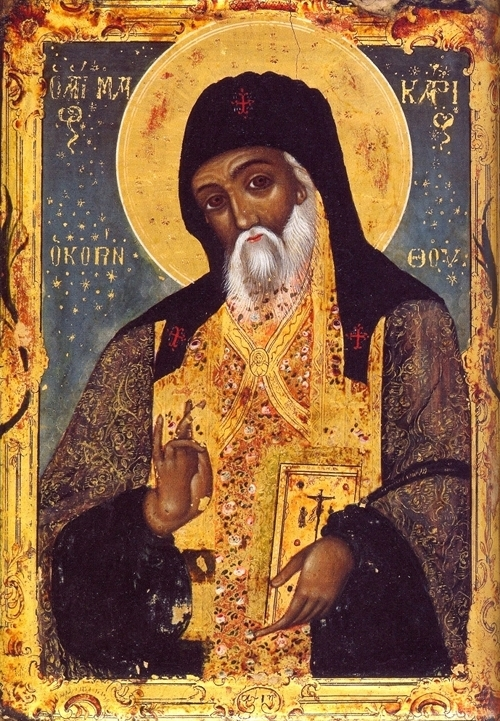
Hl. Makarios von Korinth, Ikone

Makarios von Korinth oder Makarios Notaras (* 1731 in Korinth; † 17. April 1805 in Chios) war von 1765 bis 1769 Bischof von Korinth und danach Bischof ohne Sitz. Als Mitherausgeber der Philokalie gehörte er zu den Begründern des Neuhesychasmus. Er wird als Heiliger der orthodoxen Kirche verehrt. Sein Gedenktag ist der 17. April.

## Herkunft
Makarios wurde 1731 in Korinth geboren. Er entstammte dem byzantinischen Geschlecht der Notaras. Dessen berühmteste Vertreter waren der letzte Megas Doux (Großherzog) des Byzantinischen Reiches Loukas Notaras († 1453 in Konstantinopel) und dessen Tochter Anna Notaras († 1507 in Venedig).

## Jugend
Bereits als junger Mann fühlte er sich zum geistlichen Leben berufen und hatte für die Eitelkeiten der Welt keinen Blick. Um Mönch werden zu können, entfloh er dem Elternhaus und begab sich in das Kloster Mega Spileo im Gebirge des Peloponnes. Doch die Väter dort wagten es aus Furcht vor der berühmten Familie nicht, ihn aufzunehmen. So musste Makarios notgedrungen und zerknirscht in sein reiches Elternhaus zurückkehren, wo er sich dann aber mit äußerster Hingabe dem Studium der geistigen Schriften widmete.

## Bischof von Korinth
Im Alter von 28 Jahren stand er in einem derartigen Ruf der Weisheit, dass man ihm die Leitung der Schule von Korinth antrug. Er nahm diese Stellung aus Mitleid darüber an, dass viele Kinder der Stadt ohne Schulbildung blieben. Dabei bewährte er sich so, dass ihm bereits nach sechs Jahren das Bischofsamt anvertraut wurde. Sein Vorgänger war im Alter sehr krank gewesen und konnte sich nicht mehr im erforderlichen Maß um das Bistum kümmern. Makarios entließ als Erstes unausgebildete sowie politisch engagierte Kleriker und sorgte mit der Weihe junger Priester dafür, dass ältere entlastet werden konnten. Diese neuen Priester waren zuvor gründlich sowohl in der Lehre als auch in der liturgischen Praxis nicht nur in Pfarrkirchen, sondern auch in Klöstern ausgebildet worden. Um das geistige Erwachen der griechischen Nation zu fördern, gründete Makarios als Bischof so viele Schulen wie möglich.

## Flucht nach Athos
In der Folge des fünften Russisch-Türkischen Krieges ab 1768 erhoben sich einige Griechen des Peloponnes voreilig im Vertrauen auf den Beistand Russlands, dem es allerdings vordergründig nur um Gebietsgewinne in der Südukraine, auf der Krim und im Nordkaukasus ging. Nachdem die griechischen Interessen offensichtlich enttäuscht wurden, erwartete man die üblichen Vergeltungsmaßnahmen der Türken gegen Persönlichkeiten des öffentlichen griechischen Lebens. Unter diesen Umständen floh Bischof Makarios mit seiner ganzen Familie auf die ionische Insel Zakynthos und kurz darauf auf die Insel Hydra, 65 km südwestlich von Athen. Theodosios II., Ökumenischer Patriarch von Konstantinopel von 1769 bis 1773, ernannte unter dem Druck der Hohen Pforte neue Bischöfe für den Peloponnes und zwang damit auch Bischof Makarios von Korinth zum Rücktritt, obwohl dieser in keiner Weise gegen die kirchenrechtlichen Kanones verstoßen hatte. Als Bischof ohne Sitz begab sich Makarios zum heiligen Berg Athos, um sich in die Stille des Gebets zurückzuziehen. Doch auch dort blieb er von den Kontroversen der Zeit wie die um die Gemeinschaft der Kollyvaden nicht verschont. Immer wieder musste Makarios auch hier die heiligen Traditionen verteidigen. Als er sich im Kloster Koutloumousiou weigerte, den Gedächtnisgottesdienst für den Patriarchen von Alexandria an einem Sonntag zu feiern, musste er 1775 den heiligen Berg verlassen und emigrierte nach Chios zu anderen bereits vor ihm exilierten Athoniten.

## Herausgeber
Nachdem 1776 sein Vater gestorben war, übertrug er sein Erbteil seinen Brüdern und ging nach Smyrna, um einer weiteren Berufung zu folgen: der Glaubensvertiefung durch geistliche Schriften.
Auf Athos hatte er im Kloster Vatopedi eine Handschrift der Philokalie entdeckt, die er 1777 Nikodemos dem Hagioriten zur Korrektur übergab. 1782 erschien diese Quellensammlung als fünfbändige Ausgabe in Venedig (Φιλοκαλία τῶν ἱερῶν νηπτικῶν Philokalía tōn hierṓn nēptikṓn, wörtlich Schönheitsliebe der heiligen Achtsamen). Diese Zusammenstellung umfasste griechische Texte der orthodoxen Spiritualität von den antiken Kirchenvätern bis zu den spätmittelalterlichen Hesychasten und wurde dadurch in der orthodoxen Welt als geistliche Anleitung so populär, dass sie den Hesychasmus auch weit außerhalb des Mönchtums verbreitete.
Mit Hilfe von Nikodemos dem Hagioriten gab Makarios des Weiteren den vierbändigen Evergetinos heraus, gefolgt von Schriftenreihen über die tägliche Kommunion und über die Neumärtyrer.

## Letzte Jahre und Tod
Nach dem Ende seiner editorischen Tätigkeit zog er sich wieder nach Chios in eine kleine Zelle zurück und verbrachte seine letzten Jahre in Stille und im Gebet. Aber auch von hier aus wirkte er nicht nur für Chios, sondern auch für die umliegenden Inseln als geistlicher Vater. Nachdem er das Große Gewand empfangen hatte, zelebrierte er nicht mehr, predigte allerdings noch in verschiedenen Kirchen der Insel. In dieser Zeit bereitete er auch mehrere Neumärtyrer auf ihren ruhmreichen Kampf vor:
- den hl. Polydoros aus Zypern († 1794, von den Osmanen erhängt)
- den hl. Theodor von Byzanz († 1795 auf Mytilene, von den Osmanen erhängt) und
- den hl. Dimitrios vom Peloponnes († 1803 in Tripolis, von den Osmanen enthauptet).

Im Jahre 1804 erlitt Makarios einen Schlaganfall und blieb rechtsseitig gelähmt. Kurz vor seinem Tod 1805 bat Makarios Nikephoros von Chios sein Buch Das Neue Leimonarion  zu vollenden und zu publizieren. Er starb am 17. April 1805.

## Legende
An seinem Grab soll es zu vielen Wunderheilungen gekommen sein.